# پتر بارتلت (بازیگر)
پتر بارتلت (انگلیسی: Peter Bartlett؛ زادهٔ ۲۸ اوت ۱۹۴۲) بازیگر اهل ایالات متحده آمریکا است. وی از سال ۱۹۶۴ میلادی تاکنون مشغول فعالیت بوده‌است.